# Viscount Loftus
Viscount Loftus, of Ely in the County of Wicklow, ist ein erblicher britischer Adelstitel, der dreimal in der Peerage of Ireland verliehen wurde.
Historischer Familiensitz der Viscounts war Loftus Hall bei Hook im irischen County Wexford.

## Verleihungen
Der Titel wurde erstmals am 10. Mai 1622 dem Lordkanzler von Irland Sir Adam Loftus verliehen. Der Titel erlosch beim Tod seines Enkels, des 3. Viscounts, am 6. November 1725.
In zweiter Verleihung wurde der Titel am 19. Juli 1756 für den ehemaligen Abgeordneten im irischen Unterhaus Nicholas Loftus, 1. Baron Loftus, neu geschaffen. Diesem war bereits am 5. November 1751 der Titel Baron Loftus, of Loftus Hall in the County of Wexford, verliehen worden. Sein älterer Sohn, der 2. Viscount, wurde am 23. Oktober 1766 zum Earl of Ely erhoben. Letzterer Titel erlosch beim Tod von dessen Sohn, dem 2. Earl und 3. Viscount am 12. November 1769. Die Viscountcy und Baronie fielen an den jüngeren Sohn des 1. Viscounts, dem am 2. Dezember 1771 der Titel Earl of Ely neu verliehen wurde. Alle seine Titel erloschen schließlich bei seinem Tod am 8. Mai 1783.
In dritter Verleihung wurde der Titel am 28. Dezember 1789 für Charles Loftus, 1. Baron Loftus, geschaffen. Er war der Sohn einer Tochter des 1. Viscounts zweiter Verleihung. Er war bereits am 28. Juni 1785 zum Baron Loftus, of Loftus Hall in the County of Wexford, erhoben worden und hatte von seinem Vater Sir John Tottenham, 1. Baronet, am 29. Dezember 1786 den Titel Baronet, of Tottenham Green in the County of Wexford, geerbt, der diesem am 18. Dezember 1780 in der Baronetage of Ireland verliehen worden war. Am 2. März 1794 wurde er zudem zum Earl of Ely sowie am 29. Dezember 1800 zum Marquess of Ely erhoben. Am 19. Januar 1801 wurde er zudem zum Baron Loftus, of Long Loftus in the County of York, erhoben. Dieser Titel gehört zur Peerage of the United Kingdom und war im Gegensatz zu den irischen Titeln bis 1999 mit einem erblichen Sitz im House of Lords verbunden.

## Liste der Viscount Loftus

### Viscounts Loftus, erste Verleihung (1622)
- Adam Loftus, 1. Viscount Loftus (1568–1643)
- Edward Loftus, 2. Viscount Loftus (um 1598–1680)
- Arthur Loftus, 3. Viscount Loftus (1644–1725)

### Viscounts Loftus, zweite Verleihung (1756)
- Nicholas Loftus, 1. Viscount Loftus (1687–1763)
- Nicholas Hume-Loftus, 1. Earl of Ely, 2. Viscount Loftus (1714–1766)
- Nicholas Hume-Loftus, 2. Earl of Ely, 3. Viscount Loftus (1738–1769)
- Henry Loftus, 1. Earl of Ely, 4. Viscount Loftus (1709–1783)

### Viscount Loftus, dritte Verleihung (1794)
- Charles Loftus, 1. Marquess of Ely, 1. Viscount Loftus (1738–1806)
- John Loftus, 2. Marquess of Ely, 2. Viscount Loftus (1770–1845)
- John Loftus, 3. Marquess of Ely, 3. Viscount Loftus (1814–1857)
- John Loftus, 4. Marquess of Ely, 4. Viscount Loftus (1849–1889)
- John Loftus, 5. Marquess of Ely, 5. Viscount Loftus (1851–1925)
- George Loftus, 6. Marquess of Ely, 6. Viscount Loftus (1854–1935)
- George Loftus, 7. Marquess of Ely, 7. Viscount Loftus (1903–1969)
- Charles Tottenham, 8. Marquess of Ely, 8. Viscount Loftus (1913–2006)
- John Tottenham, 9. Marquess of Ely, 9. Viscount Loftus (* 1943)

Titelerbe (Heir Presumptive) ist der Bruder des jetzigen Titelinhabers, Lord Timothy Tottenham (* 1948).